# 王晓燕 (垒球运动员)
王晓燕（1970年11月13日—），河南郑州人，中国女子垒球运动员，作为国家队队员的内野手参加过2004年奥运会国家队的所有八场比赛，获得第四名。